# Storytime
Storytime ist ein Lied der finnischen Symphonic-Metal-Band Nightwish. Es ist die erste Singleauskopplung aus ihrem siebten Studioalbum Imaginaerum und erreichte Platz eins der finnischen Singlecharts.

## Entstehung und Inhalt
Das Lied wurde von Tuomas Holopainen geschrieben. Die Inspiration für das Lied holte er sich von dem Film The Snowman aus dem Jahre 1982. Das Titellied des Filmes Walking in the Air hatten Nightwish bereits auf ihrem Album Oceanborn gecovert. Holopainen beschrieb das Lied als einen mitternächtlichen Flug mit einem Schneemann. Der Text des Liedes enthält zahlreiche Referenzen zu Kinderbücher wie Peter Pan oder Alice im Wunderland. Außerdem wird Gaia genannt, die in der griechischen Mythologie die personifizierte Erde darstellt.
Das Musikvideo entspricht der Radioversion des Liedes und ist etwa 1:30 Minuten kürzer als die Albumversion. Die Musiker spielen das Lied und tragen dabei die Kostüme, in denen sie auch in dem Film Imaginaerum zu sehen sind. Das Cover der Single wurde von „Toxic Angel“ (bürgerlich Janne Pitkänen) entworfen. Die Single erschien auf CD, als Download und in verschiedenen Vinylversionen.

## Rezeption
Andreas Schulz vom Onlinemagazin Musikreviews.de beschrieb das Lied als einen „typischen Nightwish-Hit, eingängig, flott und mit einem Refrain, den man wochenlang nicht mehr aus dem Schädel bekommt“. Steffen M. vom österreichischen Onlinemagazin Stormbringer bezeichnete Storytime als Ohrwurm und lobte die Sängerin Anette Olzon, die ihre „variable Stimme im Dienste des Bandsounds sehr gut in Szene setzt und dem Song ihren eigenen Stempel aufdrückt“.
Storytime stieg auf Platz eins der finnischen Singlecharts ein und wurde damit zum zwölften Nummer-eins-Hit der Bandgeschichte. In Spanien und Ungarn erreichte die Single jeweils den zweiten Platz der jeweiligen Hitparade. In den deutschen Singlecharts erreichte Storytime Platz 39. In der Schweiz wurde Platz 31 und in Österreich Platz 57 belegt.